# 林家つる子
林家 つる子（はやしや つるこ、1987年6月5日 - ）は、日本の女性落語家、タレント。本名は須藤 みなみ。落語協会所属の真打。出囃子は藤音頭。血液型はO型。

## 経歴
群馬県高崎市出身。群馬県立高崎女子高等学校、中央大学文学部人文社会学科卒業。
大学では落語研究会に所属。大学2年生の時に全日本学生落語選手権・策伝大賞で決勝進出、審査員特別賞を受賞し、4年次には全国女性落語大会（ちりとてちん杯）で優勝する。
大学卒業時に落語家になりたいと決意して両親の許可を得た上で、落語研究会の顧問でもある黒田絵美子（中央大学教授）に相談。柳家さん喬を紹介してもらって相談の上、2010年に九代林家正蔵に入門した。
2015年11月に二ツ目昇進。
2016年に「ミスiD」にエントリーし、「I ❤ Japan賞」を受賞する。なお紹介したのは大学落研時代の友人であったどくさいスイッチ企画で、「冗談で紹介したらエントリーしていた」という。
2019年に第11回前橋若手落語家選手権を優勝し、2021年3月には第20回さがみはら若手落語家選手権を演目「しじみ売り」で優勝した。2021年11月に行われた令和3年度NHK新人落語大賞の本選、2022年10月に行われた令和4年度NHK新人落語大賞の本選に2年連続で進出した。
2024年3月下席より、三遊亭わん丈と共に抜擢で真打に昇進した。つる子は女性落語では初の抜擢真打であり、香盤は12人抜きとなる。

## 人物
大学では落語研究会に所属していたが、元々落語の知識は無く、最初は演劇系のサークルに入りたかったが、勧誘してくれた先輩たちの落語を聴いて素直に面白いと思い、落語研究会に入る。学生時代の高座名は「中央亭可愛（ちゅうおうていかわい）」。
2018年春に、立川がじら、柳家小もん、三遊亭ぐんまと共に群馬県出身の若手落語家4名で同県の全35市町村で公演を催す趣旨の落語家ユニット「上州事変」を結成し、群馬県民の日である10月28日に群馬会館にて旗揚げ公演を実施。また同年、演芸男装ユニット「輝美男五（きびだんご）」に「弓鶴」の名前で参加した。
芸風に於いては、同じ協会の柳亭こみちとともに、どうしても男目線で描かれがちの落語の噺を再構成し、女目線で語る取り組みを二ツ目時代から続けている。
また同じ協会の林家あんこ、春風亭一花ともに女性二ツ目ユニット「おきゃんでぃーず」を結成。2022年まで活動した。
氣志團のファンである。

## 受賞歴
- 2007年　第4回全日本学生落語選手権・策伝大賞 審査員特別賞（中央亭可愛として）
- 2009年　第2回ちりとてちん杯 全国女性落語大会 知事賞（ちりとてちん賞）（中央亭可愛として）
- 2019年　第11回前橋若手落語家選手権 優勝
- 2021年　第20回さがみはら若手落語家選手権 優勝
- 2022年　第33回北とぴあ若手落語家競演会 奨励賞[26][27]

## メディア

### テレビ
レギュラー番組
- 笑点（日テレ、地上波）・笑点特大号（BS日テレ、衛星波） 女流大喜利・若手大喜利（不定期）[注釈 4]
  - 笑点流合同真打昇進披露口上（日テレ、2024年4月14日）[注釈 5][28]
- 日本一ふつうで美味しい植野食堂 by dancyu（BSフジ、2021年10月11日 - ） - ナレーターとして
- 真相報道 バンキシャ！（日テレ） - コメンテーターとして
- おはリナ!（TOKYO MX） - コメンテーター

### ラジオ
- Air Place（ラジオ高崎、月曜パーソナリティ[29][30]）
- パンサー向井の＃ふらっと（TBSラジオ、2022年5月10日 - 、火曜レポーター[注釈 6]）
- 立飛グループpresents 東京042〜多摩もりあげ宣言〜（TBSラジオ、2023年1月7日 - 、パーソナリティ）※土屋礼央と共に担当。

### 広告・CM
- 良品計画「無印良品新宿靖国通り店リニューアルオープン」（2023年10月）- 新宿末廣亭で撮影。

### 寄稿
- 「自分で自分を笑わせる」（月刊PHP、2023年1月号）[31]